# Çamoluk
Çamoluk là một huyện thuộc tỉnh Giresun, Thổ Nhĩ Kỳ. Huyện có diện tích 401 km² và dân số thời điểm năm 2007 là 7588 người, mật độ 19 người/km².